# جهنده‌ماهی چساپیک
جهنده‌ماهی چساپیک (نام علمی: Percina bimaculata) نام یک گونه از سرده جهنده‌ماهی‌های شکم‌زبر است.